# Matucana weberbaueri
Matucana weberbaueri (Vaupel) Backeb. es una especie de planta fanerógama de la familia Cactaceae. 
En The Plant List está clasificado como un sinónimo de Cleistocactus sepium (Kunth) A.Weber

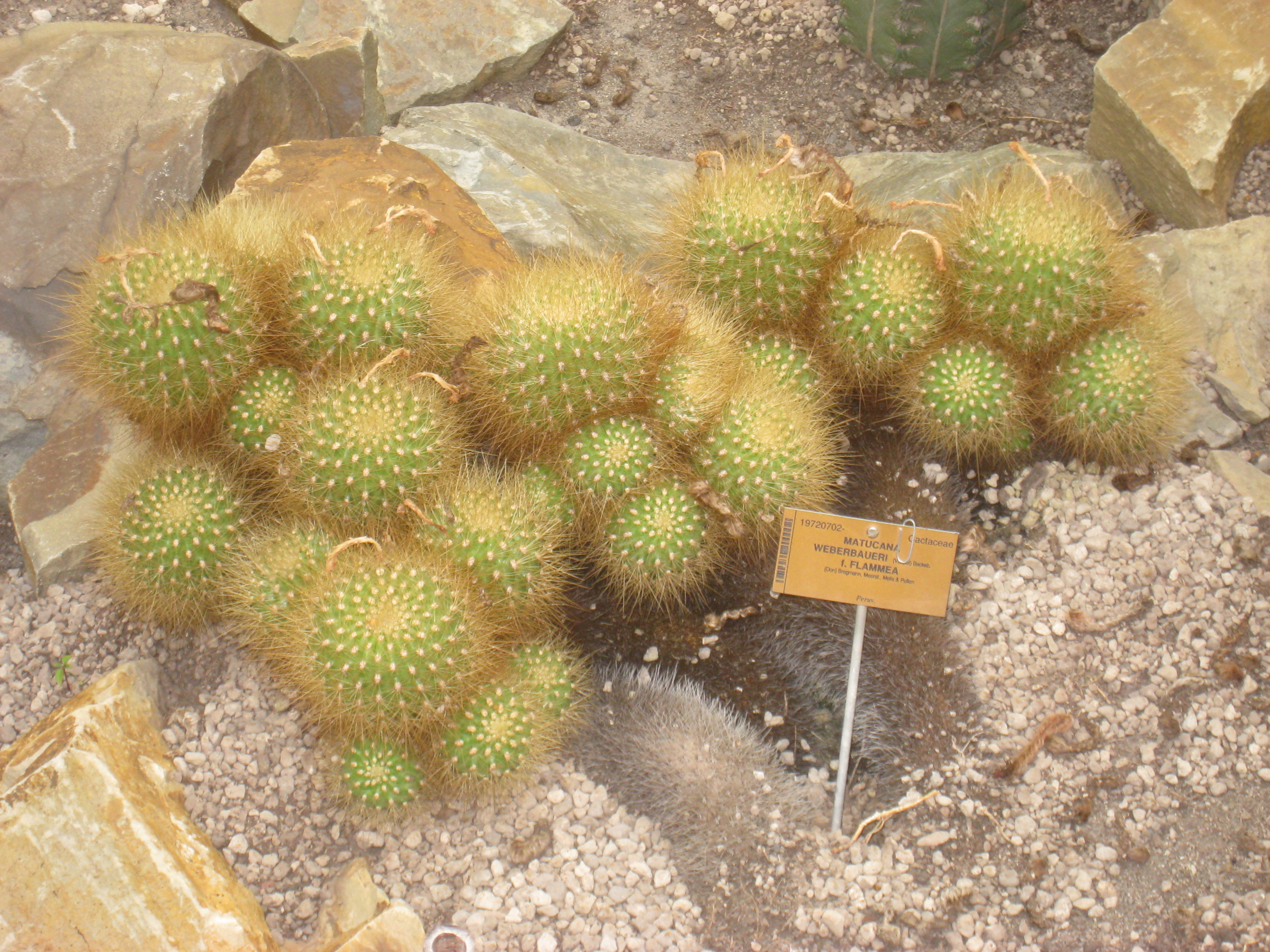
En grupo

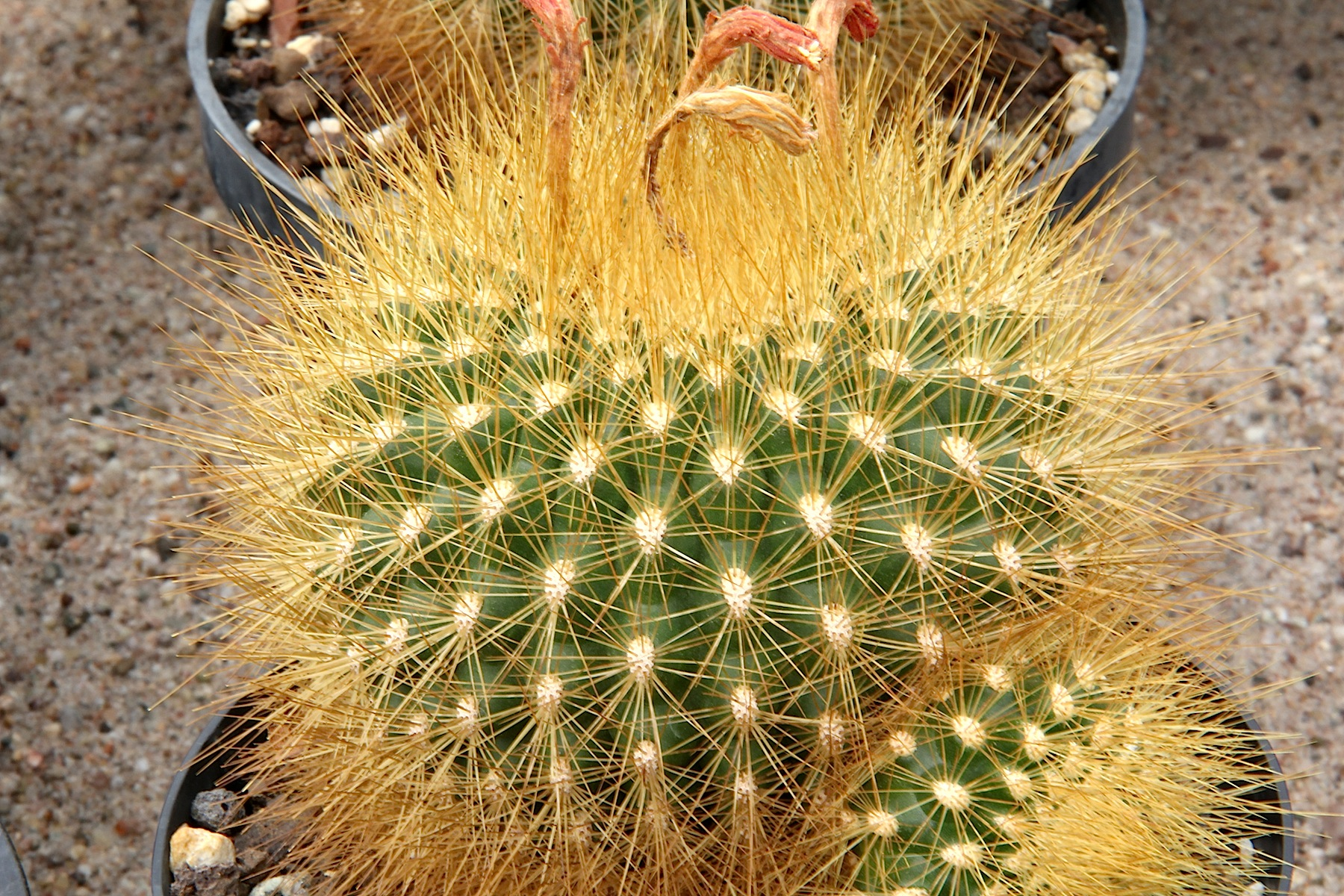
Vista de la planta

## Distribución
Es endémica del sur del departamento de Amazonas en Perú. Es una especie común que se ha extendido por todo el mundo.

## Descripción
Matucana weberbaueri crece sobre todo individualmente con tallos verdes esféricos o ligeramente cilíndricos  y alcanza un diámetro de 12 centímetros y una altura de hasta 20 centímetros. Tiene 18 a 30 costillas transversalmente estriadas y articuladas. Las 25 a 30 espinas rectas, como agujas, de color dorado a marrón oscuro, entre las espinas no se puede distinguir las espinas centrales y las radiales que miden de 1 a 5 centímetros de largo. Las flores son de color amarillo limón a naranja de hasta 6 cm de largo y tienen un diámetro de 3 centímetros. Los frutos son de color rojo y verde en forma de huevo y alcanzan un diámetro de 8 milímetros.

## Taxonomía
Matucana weberbaueri fue descrito por (Vaupel) Backeb. y publicado en Beitrage zur Sukkulentenkunde und -pflege 1939: 42. 1939.
Etimología
Matucana: nombre genérico que fue nombrado por la ciudad de Matucana.
weberbaueri epíteto otorgado en honor del botánico  August Weberbauer.
Sinonimia
- Borzicactus weberbaueri
- Echinocactus weberbaueri